# 제주제일고등학교
제주제일고등학교(濟州第一高等學校)는 대한민국 제주특별자치도 제주시 노형동에 있는 공립 고등학교이다.

## 학교 연혁
- 1955년 4월 27일 : 제주제일고등학교 9학급 설립 인가
- 1955년 5월 16일 : 제주제일고등학교 개교
- 1974년 12월 31일 : 제주제일고등학교 부설방송통신고등학교 6학급 설립 인가
- 1975년 4월 6일 : 제주제일고등학교 부설방송통신고등학교 개교
- 1976년 5월 13일 : 제주여자상업고등학교 부설방송통신고등학교 본교 통합
- 1978년 3월 6일 : 제주제일고등학교병설 제주제일중학교 이전
- 1983년 1월 5일 : 현 위치(제주특별자치도 제주시 진군길 22)로 학교 이전
- 1984년 2월 16일 : 체육관 준공
- 1994년 5월 16일 : 도서관 준공
- 2001년 9월 8일 : 우정학사(도서관) 준공
- 2009년 5월 25일 : 급식실 신축
- 2009년 8월 3일 : 교과부 교과교실제 정책 연구학교 지정 운영
- 2010년 6월 25일 : 우정학사 도서관(2001. 9. 8.)을 생활관으로 개관
- 2014년 2월 11일 : 특수학급 2학급 인가
- 2018년 6월 4일 : 학교 명상숲 조성
- 2018년 8월 30일 : 다목적 학습관(일맥관) 준공
- 2019년 3월 1일 : 고교학점제 선도학교 지정 운영(2019. 3. 1. ~ 2025. 2. 28.)
- 2022년 9월 21일 : 도지정 과학중점 자율학교 재지정 (2023. 3. 1. ~ 2026. 2. 28.)
- 2024년 9월 1일 : 제27대 교장 고동현 선생 취임
- 2025년 1월 23일 : 제68회 졸업식(졸업생 416명, 총 졸업생 25,287명)

## 참고 자료
- 제주제일고등학교 - 한국교육학술정보원 학교알리미